# Station Limehouse
Station Limehouse is een spoorwegstation in de wijk Limehouse in de Docklands in het oosten van de metropool Groot-Londen. Het station is geopend in 1840. Op de route van c2c ligt het station tussen Station London Fenchurch Street en Station West Ham. 

## Geschiedenis

### 1840-1866
Op 6 juli 1840 opende de Commercial Railway een kabelspoorweg tussen Blackwell in het oosten en Minories in het westen met onderweg stations bij het gehucht Ratcliff in Stepney, dat als Stepney werd geopend, en Limehouse dat in mei 1926 werd gesloten. Op 2 augustus 1841 volgde een verlenging tot in het centrum van Londen met de opening van Fenchurch Street en werd de spoorlijn omgedoopt in London and Blackwall Railway (LBR). Op 15 februari 1849 werd overgegaan op stoomtractie en op 28 september 1850 werd een zijlijn van Stepney naar Bow geopend als aansluiting van de LBR op de Eastern Counties Railway (ECR). 
Het stijgende aantal opstoppingen op de sporen van/naar Fenchurch Street was aanleiding voor het ontwikkelen van een derde spoor tussen Fenchurch Street en de aansluiting bij George Street, de latere Boulcott Street, vlak ten westen van het station. De onderhandelingen over de plannen begonnen in 1853, de goedkeuring door de LBR volgde in 1865. Gedurende de onderhandelingen werd ten oosten van het station in 1854 de London, Tilbury and Southend Railway (LTSR) geopend die via de Bow route en Stratford liep. Hiertoe werd een nieuw station gebouwd om ook de zijlijn naar Bow te bedienen. Langs de lijn naar Bow, spoor 1 en 2, kwamen perrons net als langs de lijn naar Blackwell, spoor 3 en 4. Dit station werd geopend op 30 maart 1856 en vanaf 1858 werden de diensten van de LTSR niet langer via Stratford maar op een eigen traject via West Ham onderhouden. Op 220 november 1861 raakten twintig mensen gewond bij een kleine aanrijding op het station. Het onderzoek van de Board of Trade wees een fout van een seinwachter als hoofdoorzaak van de aanrijding aan.

### 1866 – 1922
In 1866 nam de Great Eastern Railway (GER) de LBR in erfpacht over en initieerde een reeks reparaties. In 1869 werd het seinstelsel verbeterd met een nieuw seinhuis en rijwegbeveiliging tussen aangrenzende seinhuizen. Op 5 april 1880 werd aan de oostkant een verbindingsboog, de Limehouse Curve, geopend die vooral door goederentreinen van/naar de havens werd gebruikt. Tussen 1 september 1880 en 1 maart 1881 werd de boog ook gebruikt door een reizigersdienst tussen Blackwell en Palace Gates, via Stratford en Seven Sisters. Op zondagen in de zomers van 1890 en 1891 maakten speciale excursietreinen tussen Blackwall en Southend en Southminster gebruik van de boog. De Limehouse Curve werd voor het laatst gebruikt op 5 november 1962 en op 10 mei 1963 werd de boog officieel afgestoten.
In 1894 werd een uitbreiding van het stationsgebouw opgeleverd aan de noordkant van het spoor en in 1895 werd een vierde spoor tussen het station en Fenchurch Street geopend. Hierdoor kon het aantal kruisende rijwegen worden teruggebracht en daarmee het risico op ongevallen. In 1900 voerde GER een verbeterprogramma uit op het station. In 1912 ging de LTSR op in de Miland Railway.

### 1923 – 1947
Op 1 januari 1923 werd de Midland Railway onderdeel van de London Midland &Scottish Railway (LMS) die de verzorging van de diensten naar Southend en Tilbury overnam, de GER werd op deze datum onderdeel van de London &North Eastern Railway. Het station werd op 1 juli 1923 omgedoopt in Stepney East om verwarring met station Stepney in Yorkshire te voorkomen. Vanaf 3 mei 1926 werd het personenvervoer op de LBR gestaakt en de reizigerstreinen rijden sindsdien over de Bow-route. De perrons langs spoor 3 en 4 werden gesloten en in 1936 afgebroken. Toen werd ook het knooppunt vereenvoudigd en tegelijkertijd werd de lijn tussen Fenchurch Street en Gas Factory Junction voorzien van lichtseinen. 

### 1948-1994
In 1948 werden de Britse Spoorwegen genationaliseerd in British Rail en op 20 februari 1949 werd de hele LTSR-lijn ondergebracht naar de oostelijke regio. Deze organisatorische veranderingen betekenden geen integratie aangezien de voormalige LTSR nog steeds door voormalige LTSR- en LMS-locomotieven werd verzorgd. De route naar Stratford via Bow Road werd geëlektrificeerd in 1949 en op dat moment werden de voorstadsdiensten van de voormalige GER gestaakt waardoor Stepney East alleen werd bediend door treinen naar de voormalige LTSR-bestemmingen. Er reden echter geen  elektrische personentreinen tot 17 juni 1962 nadat de elektrificatie van de LTSR in 1961-62 was doorgevoerd. De verbinding naar de Blackwall-lijn werd in 1952 verwijderd, hoewel er een kopspoor op het viaduct bleef (toegankelijk vanaf het Blackwall-uiteinde) voor schrootverkeer van Regent Dock dat eindigde bij de oude sporen van de LBR. In 1987 werden deze sporen vervangen door die van de Docklands Light Railway, waarbij het station werd omgedoopt in Limehouse. Tussen 1982 en 1992 werd het station geëxploiteerd door Network SouthEast, een van de drie passagiersdivisies van British Rail, voordat het werd overgedragen aan een bedrijfsonderdeel ter voorbereiding van de privatisering.

### 1994 – heden
In april 1994 werd Railtrack verantwoordelijk voor het onderhoud van de infrastructuur op station Limehouse. Railtrack werd in 2002 opgevolgd door Network Rail.
In mei 1996 werd de concessie voor de London, Tilbury en Southend line voor 15 jaar gegund aan Prism Rail door de Director of Passenger Rail Franchising. Hierbij werd een subsidie van gemiddeld £ 18,4 miljoen per jaar verstrekt. Prism Rail begon de treindienst op 26 mei 1996 onder de naam LTS Rail. Prism werd uitgekocht door National Express, die de franchise in 2003 c2c noemde en het station beheert. 
Sinds de opening van de DLR is Limehouse een goed gebruikt overstappunt geworden voor forensen uit Essex en Oost-Londen die rond Canary Wharf werken. Door de twee gescheiden viaducten was er een ongemakkelijke uitwisseling tussen de DLR-perrons en de National Rail-perrons, omdat passagiers naar beneden moesten gaan en vervolgens trappen op moesten. Om dit te verhelpen, althans gedeeltelijk, werd een verbinding gebouwd tussen westwaartse (richting Londen) spoorwegperron en  het aangrenzende oostwaartse (rrichting Canary Wharf) DLR-perron. Volgens de plannen zou de verbinding eind 2008 gereed zijn, maar het geheel werd pas in november 2009 geopend. Tegelijkertijd met de bouw van de brug werden andere verbeteringen aangebracht, waaronder het gereedmaken van het station voor treinstellen met drie rijtuigen op de DLR en de bouw van een extra oostelijke ingang, met liften en trappen als toegang tot de perrons

## Voorvallen
Op 9 april 1871 reed een trein uit Bow door rood en botste op een trein die onderweg was van Blackwall naar Fenchurch Street, waarbij het laatste rijtuig van het viaduct werd geduwd en op een gebouw eronder viel. Na een ander ander ongeluk in 1879 adviseerde de inspecteur van de Board of Trade de verplaatsing van het seinhuis, hetgeen in 1880 was gerealiseerd. De drukke treindienst bij Stepney kende daarna echter nog verschillende ongevallen. In 1874 vond een groot ongeluk met 106 gewonden plaats, in 1889 ontspoorde een locomotief van de LTSR en in 1892 onspoorde een andere locomotief van de LTSR die werd aangereden door een locomotief van de GER waardoorj de machinist van de ontspoorde locomotief om het leven kwam.

## Ligging en inrichting
Limehouse ligt op 2,8 kilometer ten oosten van Fenchurch Street in travelcardzone 2 bij de voormalige splitsing van de lijnen uit Fenchurch Street. Het spoorwegstation ligt op het viaduct van de Bow route terwijl dat van de Docklands Light Railway op het viaduct van de voormalige LBR ligt. De perrons van het nationale spoorwegnet zijn toegankelijk vanuit een trappenhuis aan de westkop van de perrons. Het perron voor de treinen naar Londen is met een doorgang verbonden met het perron richting de docklands aan de DLR. De treindiensten worden onderhouden door c2c die ook de kaartverkoop in het stationsgebouw onder de perrons van de hoofdlijn. De loketten verkopen kaartjes voor de National Rail-diensten, de DLR en de Oyster-kaart. De national rail perrons liggen achter OV-poortjes, terwijl tussen de DLR en de spoorweg een aparte rij OV-poortjes is geplaatst.

## Reizigersdienst
De normale dienst tijdens de daluren bestaat uit:
Oostwaarts:
- 2 treinen per uur naar Shoeburyness via Basildon.
- 2 treinen per uur naar Grays via Rainham
- 2 treinen per uur naar Southend Central via Ockendon

Westwaarts:
- 6 treinen per uur naar Fenchurch Street.